# 国事访问

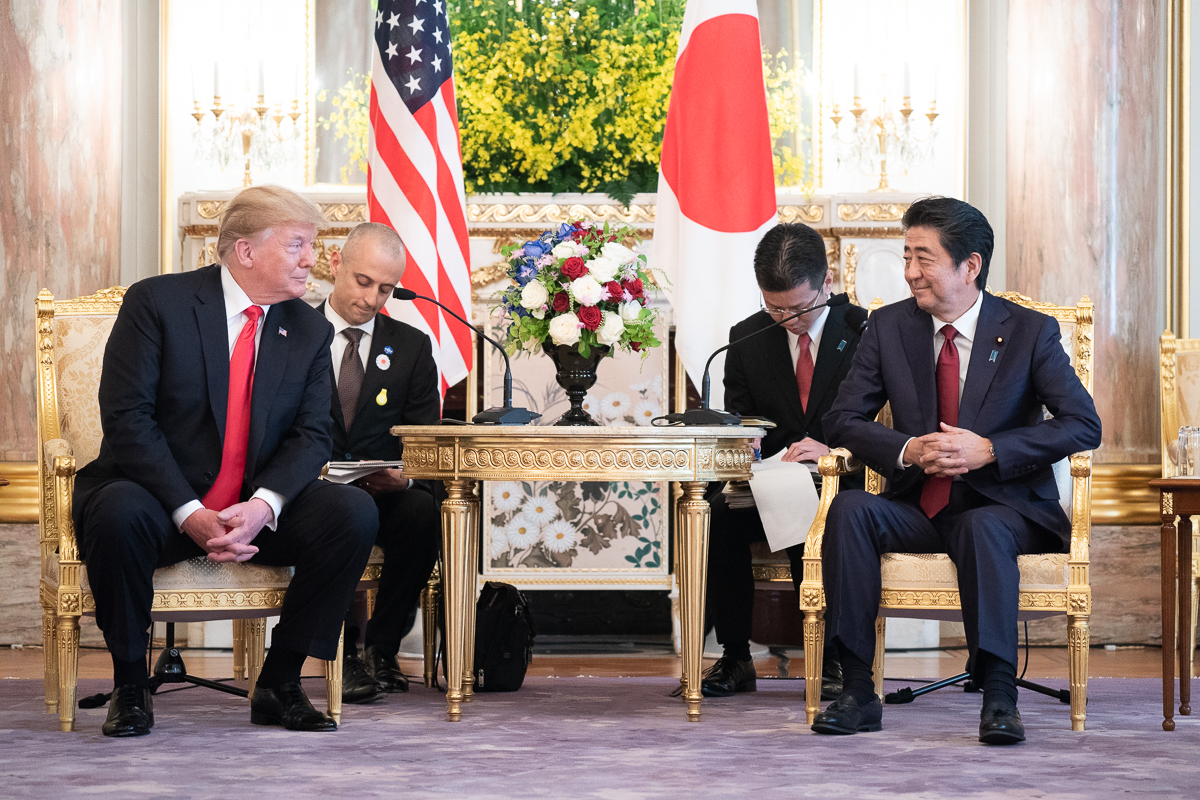
美國總統唐納·川普與日本首相安倍晉三會面（於2019年5月）

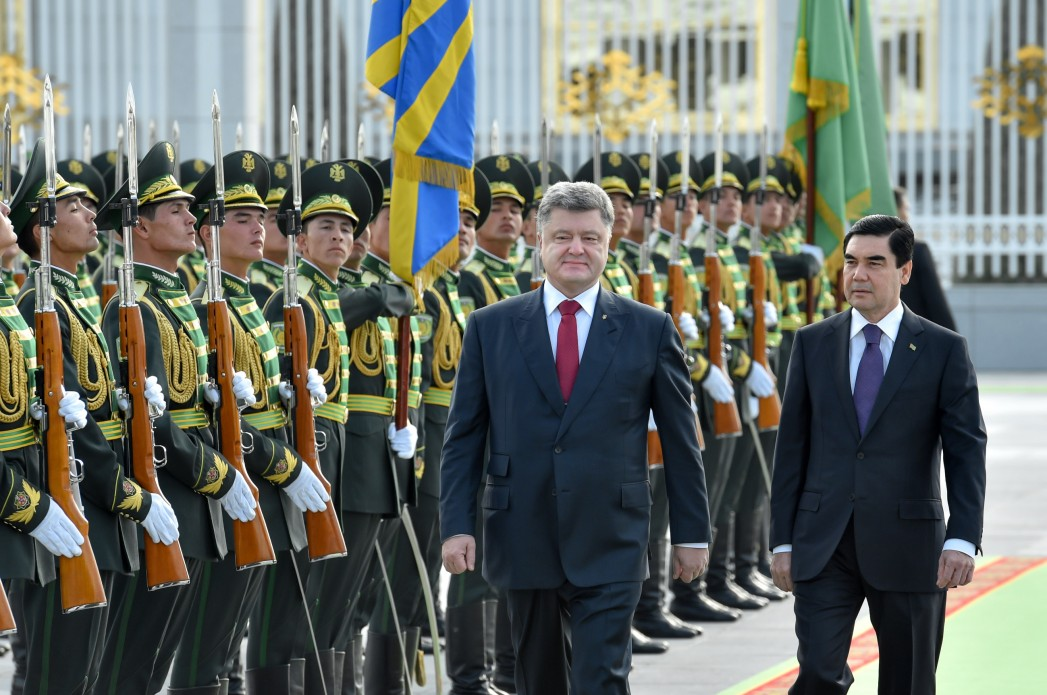
土库曼斯坦儀仗隊迎接高賓儀式

国事访问（英語：State visit），係指一国之国家元首接受另一国元首的邀请，对该国进行正式的外交访问，是两个国家间最高规格的外交交流，主要是討論國與國之間的重大政策與計劃，而非一般的瑣碎事務。
不同於正式訪問與工作訪問，其接待规格非常正式，完全按外交礼仪安排。通常會以正式的外交礼仪和典礼來迎接，如国宴、礼炮21响及检阅仪仗队等。
在议会民主国家，虽然此类政府体系中的国家元首可以正式发出和接受邀请，但他们根据政府首脑的建议这样做，政府首脑通常决定何时提前发出或接受邀请。
国事访问通常以强调官方公共仪式为特征。与国家元首或政府首脑对另一个不太重视仪式活动的国家进行不太正式的国事访问相比，可以（按降级顺序）归类为正式访问、正式工作访问、工作访问、政府嘉宾访问或私人访问。

## 图集

1957年，美国总统艾森豪威尔迎接南越总统吳廷琰访美（英语：Ngo Dinh Diem presidential visit to the United States）
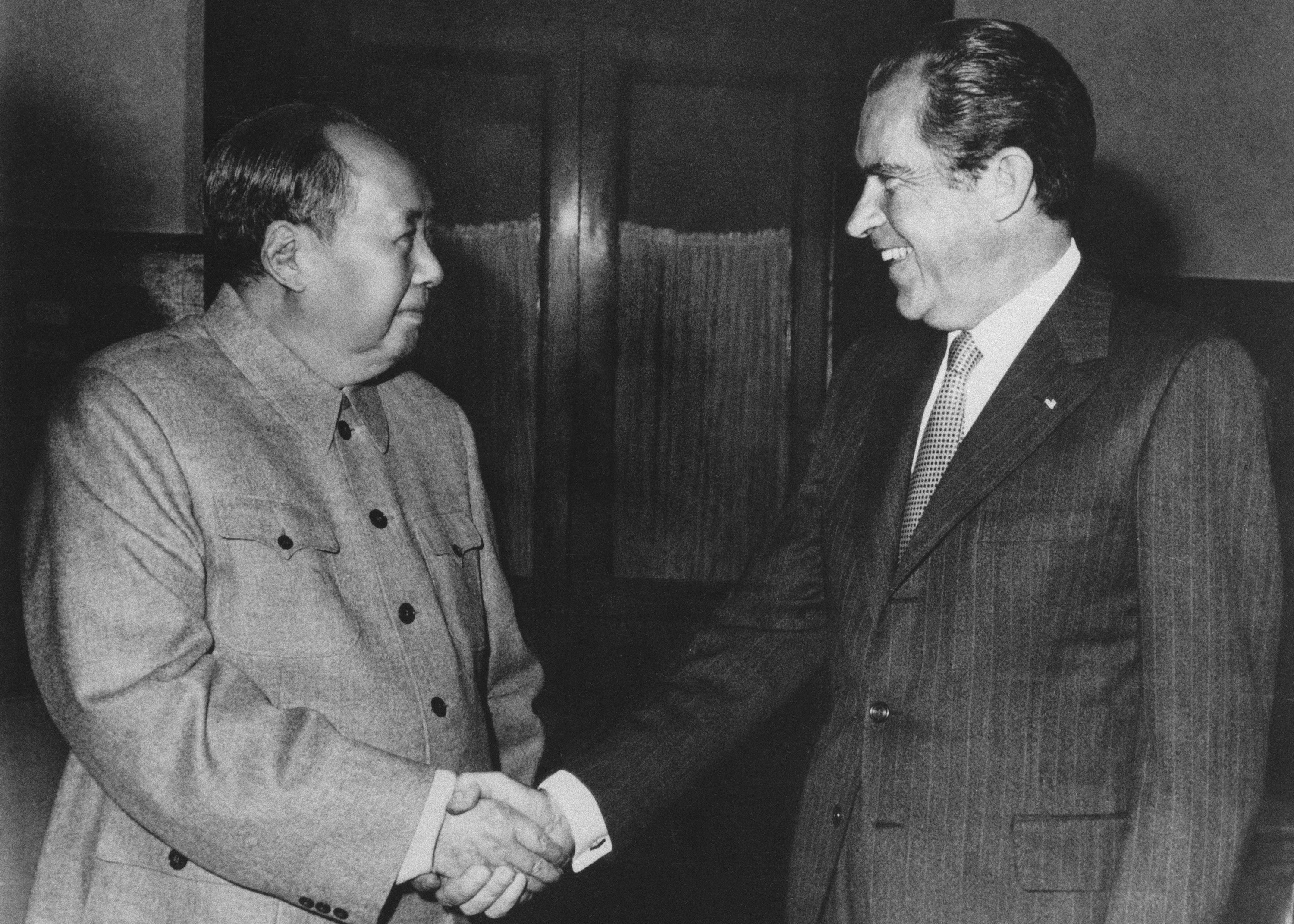
1972年，中共中央主席毛泽东与到访的美国总统尼克松会晤
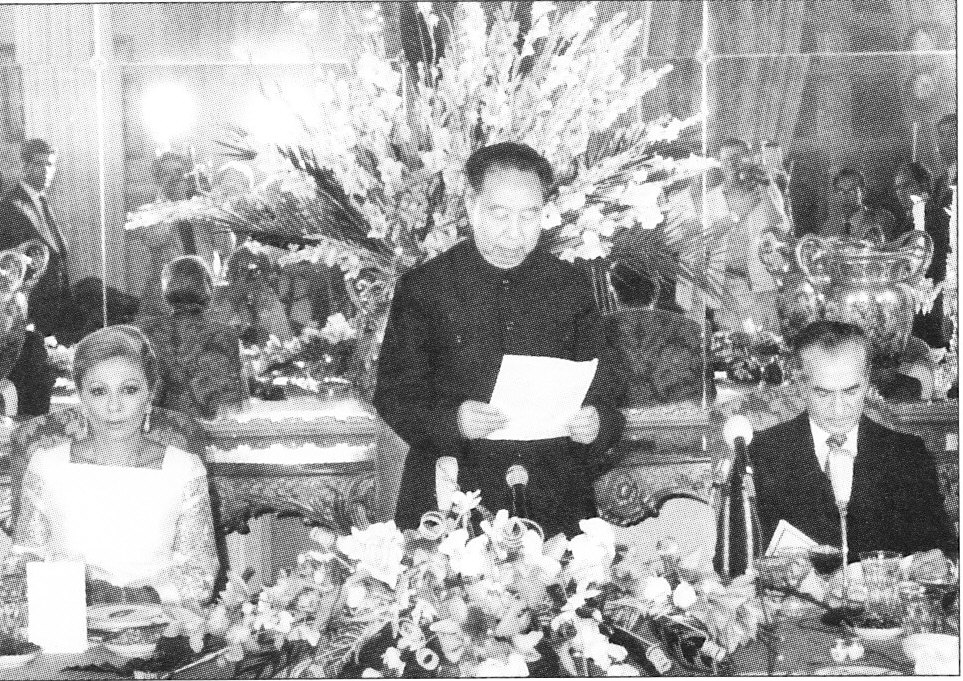
1978年，中共中央主席兼中国国务院总理华国锋在伊朗国王于德黑兰的国宴中发表讲话
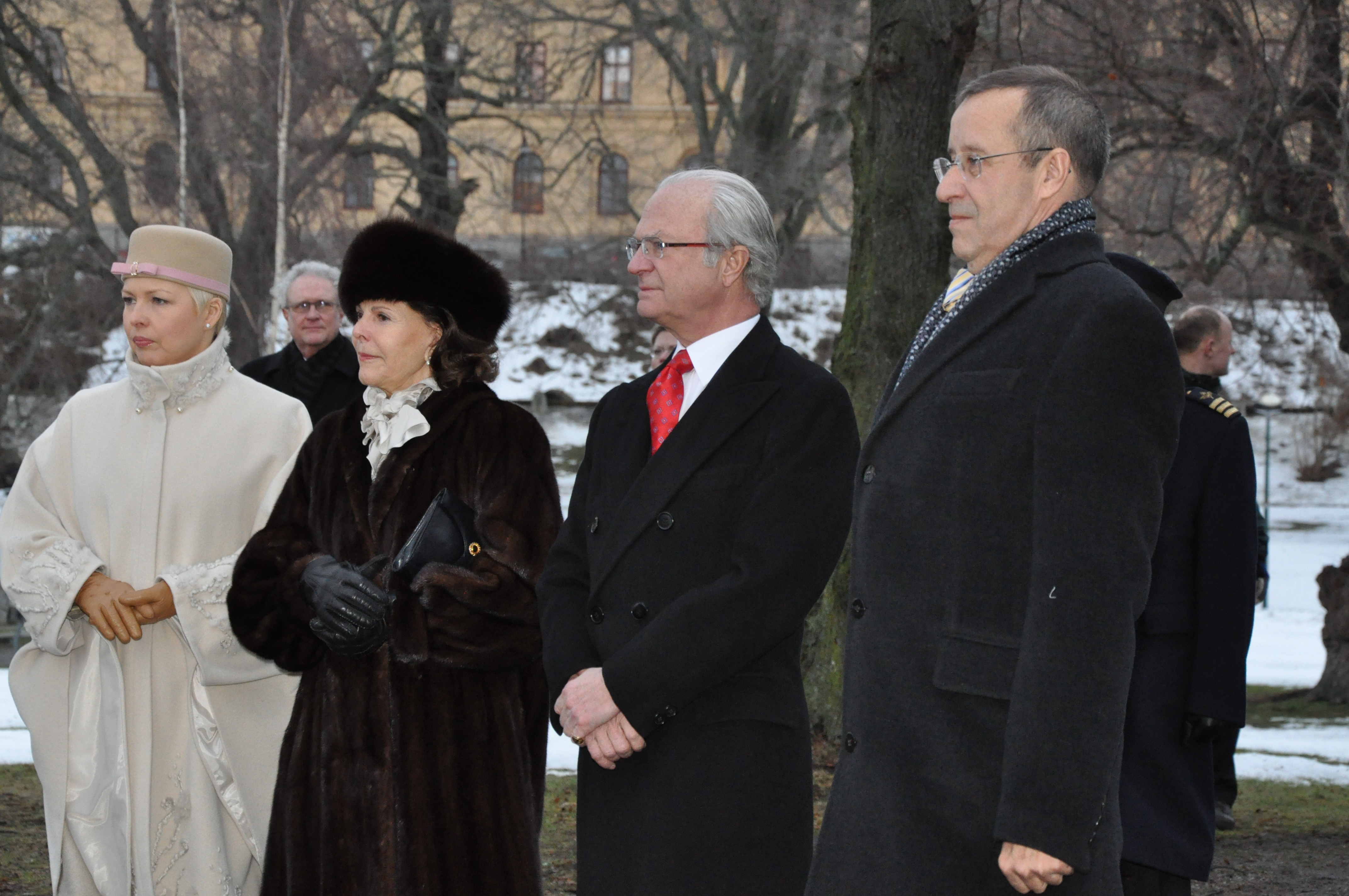
2011年1月，瑞典国王卡尔十六世·古斯塔夫陪同访问瑞典的爱沙尼亚总统托马斯·亨德里克·伊尔韦斯参加仪式